# ペック (芸能事務所)
株式会社ペックは東京都港区に本社を置く芸能事務所。2008年4月14日に設立するも2013年1月31日をもって解散した。

## 概要
ドラマや映画で活躍する役者を中心にマネージメントをしていた。

## 過去に所属していたタレント
- 原田大二郎
- 渡浩行
- 大須賀王子
- 山崎崇史
- 伊藤圭
- 櫂作真帆

| スタブアイコン | サブスタブ | この項目は、まだ閲覧者の調べものの参照としては役立たない、企業に関連した書きかけの項目です。この項目を加筆・訂正などしてくださる協力者を求めています（PJ:経済）。 |